# Ledella acuminata
Ledella acuminata är en musselart som först beskrevs av John Gwyn Jeffreys 1870.  Ledella acuminata ingår i släktet Ledella och familjen tandmusslor. Inga underarter finns listade i Catalogue of Life.